# Rob Levin
Rob(ert) Levin (* 16. Dezember 1955; † 16. September 2006 in Houston, Texas), auch bekannt unter seinem Nicknamen lilo, war der Präsident und Executive Director des Peer-Directed Projects Center (PDPC, Non-Profit-Organisation) und gründete am 29. Januar 1994 zusammen mit Pauline Middelink das IRC-Netzwerk freenode, das sich in folgenden Jahren zum führenden IRC-Netz in der Open-Source-Szene entwickelt hat.
Am 12. September 2006 hatte er einen Verkehrsunfall, bei dem er als Radfahrer mit einem Kraftfahrzeug kollidierte. Er erlitt schwere Kopfverletzungen. Nach vier Tagen im Koma starb er am Morgen des 16. September 2006 im Krankenhaus in Houston, Texas.
Levin war verheiratet und hatte einen Sohn.
Im März 2013 wurde das PDPC aufgelöst.